# Akialoa de Kauai
 (décembre 2024).
La mise en forme du texte ne suit pas les recommandations de Wikipédia : il faut le « wikifier ».
Les points d'amélioration suivants sont les cas les plus fréquents. Le détail des points à revoir est peut-être précisé sur la page de discussion.
- Les titres sont pré-formatés par le logiciel. Ils ne sont ni en capitales, ni en gras.
- Le texte ne doit pas être écrit en capitales (les noms de famille non plus), ni en gras, ni en italique, ni en « petit »…
- Le gras n'est utilisé que pour surligner le titre de l'article dans l'introduction, une seule fois.
- L'italique est rarement utilisé : mots en langue étrangère, titres d'œuvres, noms de bateaux, etc.
- Les citations ne sont pas en italique mais en corps de texte normal. Elles sont entourées par des guillemets français : « et ».
- Les listes à puces sont à éviter, des paragraphes rédigés étant largement préférés. Les tableaux sont à réserver à la présentation de données structurées (résultats, etc.).
- Les appels de note de bas de page (petits chiffres en exposant, introduits par l'outil «  Source ») sont à placer entre la fin de phrase et le point final[comme ça].
- Les liens internes (vers d'autres articles de Wikipédia) sont à choisir avec parcimonie. Créez des liens vers des articles approfondissant le sujet. Les termes génériques sans rapport avec le sujet sont à éviter, ainsi que les répétitions de liens vers un même terme.
- Les liens externes sont à placer uniquement dans une section « Liens externes », à la fin de l'article. Ces liens sont à choisir avec parcimonie suivant les règles définies. Si un lien sert de source à l'article, son insertion dans le texte est à faire par les notes de bas de page.
- La présentation des références doit suivre les conventions bibliographiques. Il est recommandé d'utiliser les modèles {{Ouvrage}}, {{Chapitre}}, {{Article}}, {{Lien web}} et/ou {{Bibliographie}}. Le mode d'édition visuel peut mettre en forme automatiquement les références.
- Insérer une infobox (cadre d'informations à droite) n'est pas obligatoire pour parachever la mise en page.

Pour une aide détaillée, merci de consulter Aide:Wikification.
Si vous pensez que ces points ont été résolus, vous pouvez retirer ce bandeau et améliorer la mise en forme d'un autre article.
Espèce
Statut de conservation UICN

EX : Éteint
L'Akialoa de Kauai (Akialoa stejnegeri), aussi appelé Hémignathe à long bec et Hémignathe de Kauai, est une espèce éteinte d'oiseau de la famille des Fringillidae. L'espèce est endémique de l'île de Kauai dans l'archipel d'Hawaï. Elle a longtemps été considérée comme une sous-espèce du Grand Akialoa. Elle a disparu au XXe siècle, victime de la perte de son habitat et de la grippe aviaire.

## Dénomination
Wilson, 1889, avait nommé ce taxon Hemignathus stejnegeri en l’honneur de Leonhard Stejneger, un ornithologue de la Smithsonian Institution qui avait décrit plusieurs oiseaux hawaïens d’après des spécimens envoyés de Kauai par son collègue Valdemar Knudsen. La dénomination de Cabanis (1890) Hemignathus procerus pour ce taxon n’est pas valide en vertu du principe d’antériorité.

## Habitat
L’hémignathe de Kauai était inféodé aux forêts humides d’ohias entre 200 m et 1300 m d’altitude (Rothschild 1893-1900) et aux boisements d’acacias koas (Munro 1960).

## Alimentation
Il était à la fois insectivore, fouillant du bec la mousse, le lichen et les fougères épiphytes, et nectarivore, butinant les lobélies à longue corolle et des fleurs plus ouvertes comme celles de l’ohia (Perkins 1903, Richardson & Bowles 1964). Sa longue langue était adaptée au prélèvement du nectar mais elle était aussi utile dans l’extraction des insectes logés dans des cavités d’arbres (Munro 1960).

### Comportement alimentaire
Vif et actif, il se déplaçait le long des branches et des troncs couverts de mousse en explorant les cavités et les crevasses mais aussi la base des feuilles de la pandanacée lianescente Freycinetia arborea et de l’agavacée Pleomele aurea, en quête d’invertébrés (Munro 1960). P. L. Bruner (comm. pers. Pratt 2005) a observé un spécimen accroché la tête en bas en train d’explorer la face inférieure d’une branche. Bryan & Seale (1901) ont comparé la posture de l’hémignathe de Kauai à celle des pics nord-américains du genre Colaptes.

## Mœurs
L’hémignathe de Kauai formait des troupes mixtes en nourrissage avec l’amakihi de Kauai Chlorodrepanis stejnegeri et l’akikiki de Kauai Oreomystis bairdi (Rothschild 1893- 1900).

## Voix
Elle a été différemment décrite selon les auteurs, comme des cris de type canari (Rothschild 1893-1900), des appels rappelant ceux du roselin du Mexique en plus sonore et un doux chant émis par les deux sexes (Munro 1960). Donaghho (in Munro 1960) a signalé un doux gazouillis et un keewit plus sonore émis en période de reproduction. Huber (1966) a décrit des sifflements susurrés émis par un individu alors qu’il était perché dans un arbre à proximité d’un psittirostre psittacin Psittirostra psittacea, rappelant justement les notes de ce dernier.

## Biologie de reproduction
Elle n’est pas documentée, Munro (1960) ayant simplement signalé un pic de reproduction en mars-avril.

## Statut
L’espèce est éteinte. Elle était originellement commune et largement répartie mais en 1891 de nombreux individus présentaient des lésions de variole et des signes d’autres maladies (Munro 1960) coïncidant avec le début du déclin. Rare dans les années 1920 (Donaghho 1941), elle n’avait plus été revue par la suite jusqu’à sa redécouverte au cœur du plateau d’Alakai en 1960 (Richardson & Bowles 1964). Puis, elle a été revue à Alakai en mars 1965 par Huber (1966). La dernière observation revient à P. L. Bruner et remonte à 1969 (comm. pers. Pratt 2005, Conant et al. 1998). Près de 120 spécimens figurent dans les collections de musées à travers le monde (Banko 1979) : à Auckland, Berlin, Cambridge (Angleterre), Dresde, Francfort, Honolulu, Leyde, Liverpool, New York, Ottawa, Paris, Philadelphie, Pittsburgh, Seattle, Tring et Washington (Hume & Walters 2012).